# Claudine Cordani
Claudine Cordani, née en 1966 à Aubervilliers, est une journaliste et écrivaine française, militante écoféministe.
Victime d'un viol en réunion en 1984, à l'âge de dix-sept ans, elle est la première mineure en France à refuser le huis-clos lors du procès des accusés.

## Biographie
Claudine Cordani est journaliste et écrivaine, militante écoféministe.
Victime d'un viol en réunion alors qu’elle est mineure, elle met des années à se reconstruire en silence et décide de sortir de l'anonymat en 2019. Alors âgée d’une cinquantaine d’années, elle témoigne et milite pour que les victimes de violence soient mieux accompagnées par la justice.
En 2020, elle publie un ouvrage intitulé La justice dans la peau, dans lequel elle décrypte « son état d'esprit d'après-viol, son refus des portes fermées, l'aide précieuse du juge », ainsi que sa confiance en la justice et son engagement féministe actuel. Cet ouvrage est préfacé par Jean-Pierre Getti, le juge chargé de l'instruction du dossier.
À travers la réalisation de collages graphiques, elle pratique l'art-résilience et propose des ateliers aux femmes victimes de violences.

## Faits
En février 1984,, alors qu'elle est âgée de dix-sept ans et lycéenne, Claudine Cordani est enlevée par ses agresseurs à la sortie du métro, puis victime d'un viol en réunion. Elle est séquestrée, violée et torturée pendant plus de trois heures.
Ce soir-là, alors qu'elle vit chez ses parents dans le 19e arrondissement parisien, elle s'apprête à rejoindre une bande d'amis et son amoureux. Sur le chemin, elle est enlevée dans la rue par Michel Marcq et André Benoit, deux hommes âgés d'une vingtaine d'années. Ils l'abordent dans la rue en lui lançant : « Toi la bourgeoise, on va te niquer, on va baiser la bourgeoisie ! », ce qu'elle mentionne comme « raté », car elle vient d'un milieu ouvrier. Lorsqu'elle informe ses agresseurs de son âge, ceux-ci ne la croient pas. Ils l'emmènent dans un appartement où un troisième homme, Moïse Hergerman, est présent. Elle est séquestrée et violée, sur le trajet et dans l'appartement. 
Deux heures après sa libération, elle dénonce ses agresseurs à la police. Elle veut être « la dernière à qui ils faisaient du mal ». Dans la même soirée, elle obtient le nom de ses agresseurs, de deux connaissances dont l'un sera tué avant le procès. Les noms, les examens médicaux immédiats et l'intervention rapide de la police lui permettent de bénéficier de la protection conférée par le flagrant délit. Elle explique que « tout s'est passé vite, donc personne ne pouvait remettre ma parole en question, et j'ai laissé personne le faire ».  En moins de 24 heures, deux de ses agresseurs sont arrêtés. « Il y en a un qui était retourné chez sa copine, l'autre chez sa mère » détaille Claudine Cordani. 
Après l'agression, la jeune femme reste cloîtrée chez elle pendant des mois. Certains membres de son entourage la rendent responsable du viol car elle portait une jupe ou minimisent en lui disant que ce n'est « qu'un coup de bite ».

## Procès et jugement
À l'époque des faits, elle souhaite garder l’anonymat. Au moment du procès, elle est présentée sous un nom d'emprunt dans les médias, afin de préserver ses parents qui ne sont au courant de rien. Lorsqu'elle se rend au procès, un groupe de garçons —  frères et cousins des agresseurs — la suit pour l'intimider et prend place dans la salle.

Depuis 1980, soit quatre ans avant son agression, le viol est considéré un crime. L'affaire est donc jugée aux assises. Lorsque les victimes sont mineures, la règle veut que le procès se déroule à huis clos. Claudine Cordani ne comprend pas ce terme. Jean-Pierre Getti, le juge chargé de l'instruction du dossier, lui explique que « les huis sont les grandes portes en bois que l'on ferme quand la victime est mineure ». Elle choisit alors de refuser ce huis-clos et exige que les trois jours d'audience soient ouverts au public, afin de faire changer la honte de camp.
« Parce que c'est pas à moi d'avoir honte, et je voulais que tout le monde le sache. C'est pas parce que des gens pensent nous salir, ou pensent que nous avons été salies, qu'il faut que nous, nous le croyions. Et pour ne pas le croire, il faut le dire à tout le monde. Dans un viol, qui doit avoir honte ? Les violeurs, point. Les choses sont super claires, faut pas essayer de nous faire prendre des vessies pour des lanternes ».
Elle est la première victime mineure à faire ce choix en France, car elle souhaite alors demander des comptes et « refuse d'offrir le luxe à ses bourreaux d'être protégé du monde extérieur par ces grandes portes ». Pour elle, ce viol, est un viol de classe, un viol politique. L'inégalité criante a enfanté la violence dont elle a été la cible et elle veut qu'on l'entende, les coupables comme les victimes.
« Ce problème, c'est devenu mon problème, parce que c'est un problème de société. […] on va être deux à régler ça : moi, et la société. J'ai des choses à dire aux gens. Je veux ouvrir les portes ».
Deux des accusés sont condamnés à dix et douze ans de réclusion, ce qui, à l'époque, représente une peine assez lourde. Le troisième, considéré comme au bénéfice de circonstances atténuantes, obtient un sursis.  
Elle dénonce également ceux qui, cette nuit-là, ne l'ont pas aidée, ont baissé les yeux devant ses regards de détresse, sont passés en voiture alors que ses violeurs la forçaient à défiler jupe déboutonnée dans la rue, ceux qui n'ont pas appelé la police.  
Selon FR3 Régions, le viol subi par Claudine Cordani est présenté comme une exception. En effet, son agression a lieu dans la rue, ce qui ne concerne que 12 % des viols. De plus, seuls 17 % des viols sont commis, comme dans son cas, par des inconnus. 

## Engagements
Membre du collectif Les Balances de la justice, elle lutte pour l'amélioration de l'accompagnement des victimes de crimes sexuels. Elle a également contribué au lancement du mouvement Sauvons les enfants.
En août 2018, avec 103 autres personnes, elle signe une tribune dénonçant le « vide » de la loi contre les violences sexuelles et sexistes et critiquant la communication du secrétariat d’État de Marlène Schiappa.
En juin 2019, deux ans après #MeToo, elle est signataire d'une tribune intitulée « Femmes, portez plainte ou taisez-vous à jamais », aux côtés de Clémentine Autain, Pascale Boistard, Audrey Pulvar, Ségolène Neuville, Caroline De Haas, Luc Carvounas ; autant d’ex-ministres, parlementaires, militantes féministes, victimes de Denis Baupin, journalistes et universitaires, qui appellent à respecter la parole des femmes victimes de violences sexuelles. 
Le 15 octobre 2019, lors du Grenelle des violences conjugales, Claudine Cordani manifeste avec le collectif féministe Nous Toutes, en tapant sur des casseroles devant le palais de l'Élysée, afin de protester contre les féminicides, dont on compte alors 121 victimes. Les protestataires de cette manifestation pacifique sont encerclés par une centaine de policiers et CRS, qui procèdent aux contrôle des papiers et à des fouilles au corps, puis plusieurs personnes sont arrêtées, dont Claudine Cordani.  
En janvier 2020, elle est l'autrice d'une pétition déposée sur la plateforme dédiée du Sénat, demandant l'inscription de l’imprescriptibilité pour les violeurs, dans le Code pénal, car il n'existe aucun de délai pour les victimes,.  
En avril 2021, elle se mobilise contre la plainte, déposée par la Fédération française d'équitation, à l'encontre d'Amélie Quéguiner pour diffamation. Cette ex-cavalière professionnelle a révélé avoir été violée par trois encadrants dans les années 1980, alors qu'elle n'avait que quatorze ans. Pour Claudine Cordani, les milieux sportifs sont encore trop souvent gérés par des hommes et pour des hommes, ce qui permet aux violeurs de rester dans le déni, pendant que les victimes s’exposent à des campagnes de décrédibilisation. Avec une cinquantaine de personnes, elle signe une tribune, publiée par L’Obs, demandant à la Fédération française d'équitation de retirer sa plainte. Au même moment, Marlène Schiappa lui interdit l'accès à ses comptes sur les différents réseaux sociaux.  
Lors de la campagne de l'élection présidentielle française de 2022, elle devient membre du parlement de l'Union populaire. Elle le quitte en septembre 2022 en protestation contre la réaction de Jean-Luc Mélenchon à l'affaire de violences conjugales visant Adrien Quatennens.  

## Publication
- Cordani Claudine, La Justice dans la peau, Bookelis, 8 janvier 2020, 110 p. (ISBN 979-1035925680)